# Myrsine cristalensis
Myrsine cristalensis är en viveväxtart som beskrevs av A.Borhidi. Myrsine cristalensis ingår i släktet Myrsine och familjen viveväxter. Inga underarter finns listade i Catalogue of Life.